# Jakub Kucner
Jakub Kucner (sinh ngày 28 tháng 3 năm 1988, Poznań) là người mẫu thời trang nam người Ba Lan. Anh đồng thời là diễn viên, người dẫn chương trình truyền hình, huấn luyện viên cá nhân (PT) và nhà hoạt động xã hội.

## Cuộc đời và sự nghiệp
Jakub Kucner sinh ngày 28 tháng 3 năm 1988 tại Poznań. Anh tốt nghiệp ngành nghiên cứu văn hóa tại Đại học Da Vinci ở Poznań. Sau đó anh tham gia khóa học diễn xuất. Trước khi theo đuổi sự nghiệp truyền thông và người mẫu, Jakub Kucner từng làm việc tại phòng kinh doanh của một câu lạc bộ thể hình. Sau đó anh làm huấn luyện viên cá nhân (PT).
Jakub Kucner tham gia đóng nhiều bộ phim truyền hình như Barwy szczęścia (2013), Na sygnale (2016), Lekarze na start (2017), Na sygnale (2016), Lekarze na start (2017), Zawsze warto (2019) và M jak miłość (2019). Năm 2017, anh đoạt danh hiệu Nam vương Ba Lan. Năm 2018, anh đại diện cho Ba Lan tham gia cuộc thi Nam vương Toàn cầu tổ chức tại Thái Lan. Anh lọt vào chung kết và nhận danh hiệu Á Nam Vương II năm 2018.
Năm 2019, anh tham gia chương trình giải trí được phát sóng trên kênh Polsat mang tên Dancing with the Stars: Taniec z gwiazdami.

## Đời tư
Jakub Kucner có một em gái tên là Judyta. Môn thể thao ưa thích là chèo thuyền và chơi bóng đá. Jakub Kucner được biết đến nhiều với việc tham gia vào các chiến dịch từ thiện: anh là cộng tác viên của Hiệp hội Mali Bracia Ubodzy và từng tham gia vào các sứ mệnh nhân đạo ở Gambia. Năm 2018, anh và Karolina Zagozdon thành lập quỹ "Power Changers" giúp các nước châu Phi chống đói nghèo.